# Say Say Say
Say Say Say ist ein Lied des britischen Musikers Paul McCartney und US-amerikanischen Musikers Michael Jackson, das 1983 als Single A-Seite veröffentlicht wurde. Es ist ebenfalls auf dem McCartney-Album Pipes of Peace erschienen. Es war die neunte Singleveröffentlichung von Paul McCartney nach dessen Trennung von der Band The Beatles, die Platz eins in den US-amerikanischen Charts erreichte, für Michael Jackson war es der sechste Nummer-eins-Hit in den USA.

## Entstehung

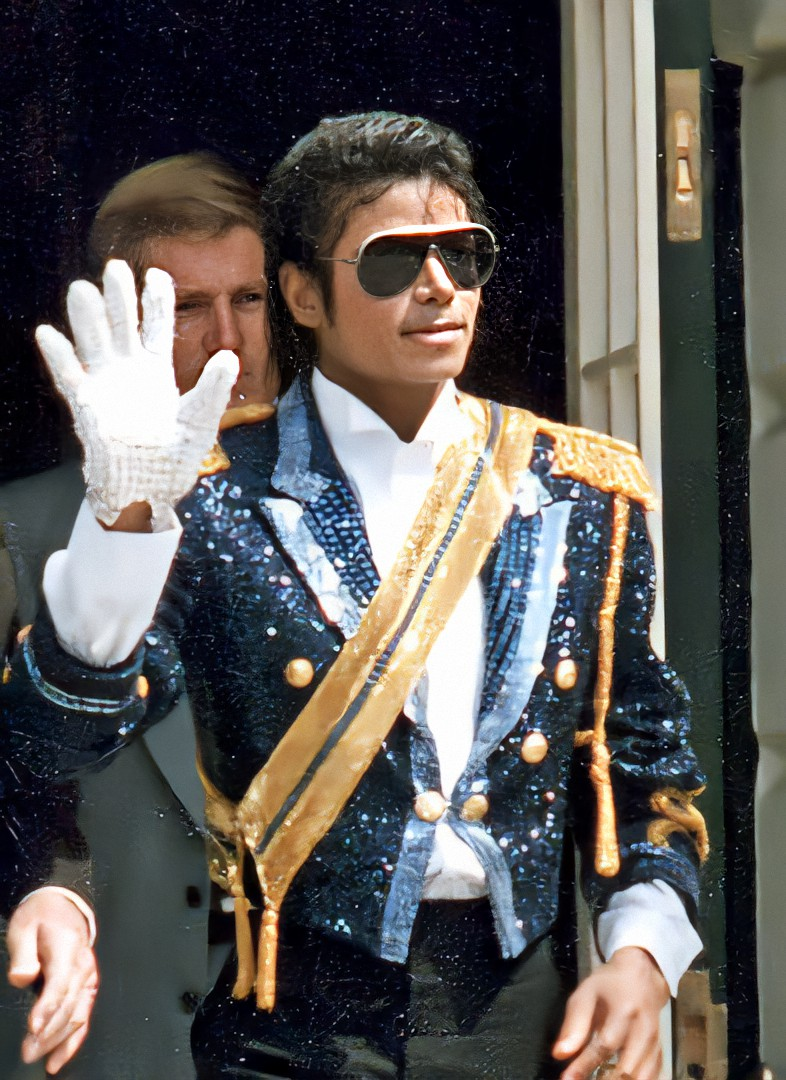
Michael Jackson (1984)

Say Say Say ist neben The Girl Is Mine und The Man eines von drei Duetten, die Michael Jackson und Paul McCartney aufnahmen. McCartney hatte Jackson 1975 zum ersten Mal getroffen und kannte dessen Produzenten Quincy Jones. Jacksons Version von Girlfriend, vom Album London Town der Band Wings war die fünfte Single aus seinem Album Off the Wall von 1979. Weihnachten 1980 rief er McCartney unerwartet an und schlug ihm eine Zusammenarbeit vor. Paul McCartney schrieb in seinem 2021er Buch The Lyrics: 1956 to the Present dazu: „Das war in der Weihnachtszeit. Ich bekam einen Anruf und ein hohes Stimmchen, das ich nicht kannte, sagte: ‚Hi, Paul.‘ Ich dachte, ein Teenie-Fan, und fragte mich, woher sie meine Nummer hatte. Ich war genervt, aber dann hörte ich die Stimme sagen: ‚Ich bin’s, Michael.‘ Plötzlich dämmerte es mir. Das war kein Mädchen, das war Michael Jackson. Im Prinzip hat er gefragt: ‚Willst du ein paar Hits schreiben?‘ Und ich habe geantwortet: ‚Na klar. Komm her‘.“
Ihre erste gemeinsame Songwriting-Session fand in den MPL-Büros im Zentrum Londons statt. Paul McCartney sagte weiter: „Michael flog nach England und kam zu mir ins Büro in London. Wir sind ganz nach oben, wo ich ein Klavier stehen habe, und spielten einfach 'Say Say Say'. Ich habe ihm mehr oder weniger die Führung überlassen und finde, die Stimmung des Songs klingt sehr nach Michael. […] Wir fanden es beide ziemlich aufregend, zusammenzuarbeiten, und der Song hat sehr schnell Gestalt angenommen. Wir haben uns gegenseitig angestachelt. Ich habe mitgeschrieben, und als wir das Büro verließen, war 'Say Say Say' fertig.“
Vor der Veröffentlichung von Say Say Say wurde The Girl Is Mine aus dem Album Thriller veröffentlicht. Aufgrund der damaligen Freundschaft zwischen McCartney und Jackson wurde der Hit im Gegenzug auf McCartneys Album Pipes of Peace veröffentlicht.

## Musikvideo
Die Regie für das Musikvideo führte Bob Giraldi, wie schon bei Beat It. Gedreht wurde der Clip in Santa Ynez Valley (Kalifornien). Zu sehen sind unter anderem: La Toya Jackson und Linda McCartney.
Im Video spielen McCartney und Jackson ein Betrügerduo namens Mac und Jack. Zu Beginn des Clips verkauft das Duo ein Gebräu, mit dem sie die Leute in dem Glauben lassen wollen, dass es einen mit körperlicher Stärke ausstattet. Zum Beweis probiert Jack etwas davon und nimmt an einem Armdrücken mit einem kräftig gebauten, aber natürlich eingeweihten Mann teil und „gewinnt“. Nachdem das Duo die Getränke verkauft hat, spenden sie das eingenommene Geld einem Waisenhaus. In einem Hotel angekommen betritt Jack das Bad, während Mac sich rasiert. Am Abend treten sie als Varieté-Künstler auf. Als im Publikum (darunter auch La Toya Jackson) einige Sheriffs auftauchen, ergreifen die „Gauner“ die Flucht. Das Video endet, als das Duo mit seiner Komplizin, gespielt von Linda McCartney, auf einem Pritschenwagen dem Sonnenuntergang entgegen fährt.

## Aufnahme
Die erste Aufnahmesession für Say Say Say fand im Mai 1981 in den AIR Studios in London statt, wobei George Martin als Produzent fungierte. Geoff Emerick war der Toningenieur der Aufnahme. Zu dieser Zeit wurde sie noch als Demo angesehen. Auf der AIR-Aufnahme spielte McCartney noch Gitarre, Synthesizer und Schlagzeug, seine Parts wurden später ersetzt. McCartney und Jackson arbeiteten 1981 an Say Say Say und The Man in den Odyssey Studios in London.
Jackson überarbeitete Say Say Say im April 1982 in den Cherokee Studios und im Studio Hollywood Sound in Los Angeles . Ursprünglich waren auf den neuen Aufnahmen der Bassgitarrist Mike McKinney und der Schlagzeuger Jonathan Moffett zu hören, aber ihre Parts wurden später durch Nathan Watts und Ricky Lawson ersetzt.
Weitere Overdubs enthielten einen Mundharmonika-Part von Chris Smith sowie Synthesizer und Bläser. Obwohl ursprünglich nicht für die Veröffentlichung vorgesehen, gefiel McCartney Berichten zufolge Jacksons Demo so gut, dass die einzigen zusätzlichen Overdubs ihr Gesang waren. Jackson wohnte während der letzten Overdub-Sessions im Februar 1983 im Haus der McCartneys. Say Say Say wurde am 15. Februar 1983 in den AIR Studios abgemischt.
Der Song wurde auch zweimal von John „Jellybean“ Benitez remixt. Die erste Abmischung war eine erweiterte Version mit einer Dauer von 5:40 Minuten, die andere war ein siebenminütiges Instrumentalstück. Beide wurden auf einer 12"-Vinyl-Single veröffentlicht.
Besetzung:
- Paul McCartney – Gesang
- Michael Jackson – Gesang
- Chris Smith – Mundharmonika
- David Williams – Rhythmusgitarre
- Nathan Watts – Bass
- Bill Wolfer – Keyboard
- Linda McCartney, Eric Stewart – Begleitgesang
- Ricky Lawson – Schlagzeug
- Jerry Hey, Ernie Watts, Gary E. Grant, Gary Herbig – Blasinstrumente

## Coverversionen
Es gibt über 30 Coverversionen von Say Say Say.
Das Lied wurde unter anderem von Klubbheads, Reel Big Fish, Velojet und Kygo gecovert.

## Veröffentlichung
- Am 3. Oktober 1983 erschien die Single Say Say Say / Ode to a Koala Bear [5]. Die 12″-Maxisingle[6] enthält folgende Lieder: Say Say Say (Special Version) / Say Say Say (Instrumental) / Ode to a Koala Bear. Die beiden Abmischungen von Say Say Say erfolgten von John „Jellybean“ Benitez und wurden bisher nicht auf CD veröffentlicht. Ode to a Koala Bear stammt von den Tug-of-War-Aufnahmesessions. Die Promotion-7″-Vinyl-Single[7] in den USA enthält auf beiden Seiten jeweils die Stereoversion der A-Seite. Von Say Say Say wurde in den USA auch eine 12″-Promotionsingle veröffentlicht.[8]
- Am 22. Oktober 1983 erschien in den USA (Großbritannien: 31. Oktober) das Album Pipes of Peace, auf dem sich ebenfalls Say Say Say befindet.
- Say Say Say erschien am 2. November 1987 auf All the Best! und am 10. Juni 2016 auf Pure McCartney (Radio Edit-2015 Remix).
- Im Oktober 2015 wurde Pipes of Peace, zum zweiten Mal remastert, vom Musiklabel Hear Music/Concord Music Group als Teil der Paul McCartney Archive Collection veröffentlicht. Die Standard Version enthält zusätzlich Say Say Say [2015 Remix], eine Neuabmischung von Mark „Spike“ Stent.[9] In der neuen Version, die über drei Minuten länger ist als das Original, wird der Anfang der ersten Version von Jackson anstelle von McCartney gesungen.
- Am 27. November 2015 erschien anlässlich des Record Store Day die 12″-Vinyl-Single: Say Say Say [2015 Remix] / Say Say Say [Instrumental]. Die A-Seite wurde von Mark „Spike“ Stent neu abgemischt, auf der B-Seite befindet sich der 1983er Remix von John „Jellybean“ Benitez.[10] In Großbritannien wurde auch eine Promotion-CD-Single veröffentlicht, die eine kürzere Version beinhaltet.[11]
- Am 2. Dezember 2022 wurde die Singlebox The 7″ Singles Box veröffentlicht, die auch Say Say Say enthält.

## Rezeption
Say Say Say wurde global am 3. Oktober 1983 veröffentlicht. Von da aus wurde es ein Nummer-eins-Hit in Ländern wie den USA, Kanada und den Niederlanden. Die Single wurde von der RIAA mit einer Goldenen Schallplatte ausgezeichnet, für mehr als eine Million verkaufter Exemplare in den USA.
Als der Song veröffentlicht wurde, kamen gemischte Aussagen von Musikkritikern: In der Buffalo News wurde der Text von Anthony Violanti als der schlechteste gewertet. Wiederum erschien in der Los Angeles Times von Paul Grein eine gute Kritik, sowohl zum Album, als auch zum Duett.
Die Deseret News bewertete den Song als „meisterhaft“, die Musikzeitschrift Rolling Stone beschrieb den Song als „liebenswürdig aber mit Dance-Groove“ und Nelson George sagte: „Der Song wäre ohne Michael Jackson kein Erfolg gewesen“.

### Chartplatzierungen
| ChartsChartplatzierungen       | Höchstplatzierung | Wochen |
| ------------------------------ | ----------------- | ------ |
| Deutschland (GfK)              | 12 (19 Wo.)       | 19     |
| Österreich (Ö3)                | 10 (14 Wo.)       | 14     |
| Schweiz (IFPI)                 | 2 (17 Wo.)        | 17     |
| Vereinigte Staaten (Billboard) | 1 (22 Wo.)        | 22     |
| Vereinigtes Königreich (OCC)   | 2 (15 Wo.)        | 15     |

| ChartsJahrescharts (1983)    | Platzierung |
| ---------------------------- | ----------- |
| Vereinigtes Königreich (OCC) | 22          |

| ChartsJahrescharts (1984)      | Platzierung |
| ------------------------------ | ----------- |
| Vereinigte Staaten (Billboard) | 3           |

### Auszeichnungen für Musikverkäufe
| Land/Region                  | Auszeichnungen für Musikverkäufe (Land/Region, Auszeichnung, Verkäufe) | Verkäufe  |
| ---------------------------- | ---------------------------------------------------------------------- | --------- |
| Frankreich (SNEP)            | Gold                                                                   | 500.000   |
| Kanada (MC)                  | Platin                                                                 | 100.000   |
| Vereinigte Staaten (RIAA)    | Platin                                                                 | 1.000.000 |
| Vereinigtes Königreich (BPI) | Silber                                                                 | 250.000   |
| Insgesamt                    | 1× Silber · 1× Gold · 2× Platin ·                                      | 1.850.000 |

Hauptartikel: Paul McCartney/Auszeichnungen für Musikverkäufe
mit Kygo:

| Land/Region       | Auszeichnungen für Musikverkäufe (Land/Region, Auszeichnung, Verkäufe) | Verkäufe |
| ----------------- | ---------------------------------------------------------------------- | -------- |
| Frankreich (SNEP) | Gold                                                                   | 100.000  |
| Insgesamt         | 1× Gold ·                                                              | 100.000  |

Hauptartikel: Paul McCartney/Auszeichnungen für Musikverkäufe